# Naroŭlja
Narowlya (vitryska: Нароўля) är en stad i Belarus.   Den ligger i voblasten Homels voblast, i den sydöstra delen av landet, 270 km sydost om huvudstaden Horad Mіnsk. Narowlya ligger 114 meter över havet och antalet invånare är 7 929.

## Natur och klimat
Terrängen runt Narowlya är mycket platt. Runt Narowlya är det mycket glesbefolkat, med 5 invånare per kvadratkilometer.. Det finns inga andra samhällen i närheten. 
Omgivningarna runt Narowlya är en mosaik av jordbruksmark och naturlig växtlighet.